# Jennifer Baumgardner
Jennifer Baumgardner (født 1970 i North Dakota) er en amerikansk forfatter, filmproducer og feministisk third wave aktivist.
Hun er uddannet fra Lawrence University i Wisconsin og arbejder nu for Ms. Magazine i New York. Hun har produceret dokumentarfilmen I had an Abortion, 2005

## Eksterne referencer
- Officiel hjemmeside
- Can You Be a Feminist and Anti-Abortion? Arkiveret 29. juni 2011 hos  Wayback Machine artikel af Mandy Van Deven in AlterNet September, 2008
- Jennifer Baumgardner på Internet Movie Database (engelsk)
- Jennifer Baumgardner på The Movie Database (engelsk)